# 민효린
민효린(본명: 정은란, 1986년 2월 5일 ~ )은 대한민국의 배우, 가수이다.

## 학력
- 입석여자중학교 (졸업)
- 대구동부여자고등학교 (졸업)
- 계명대학교 패션디자인과 (학사)

## 출연 작품

### 영화
| 연도 | 제목                      | 역할        | 비고                 |
| ---- | ------------------------- | ----------- | -------------------- |
| 2010 | 《로맨틱 무브먼트, 서울》 | 앨리스      | 온라인 옴니버스 영화 |
| 2010 | 《우유시대》              | 진          | 단편영화             |
| 2011 | 《써니》                  | 어린 정수지 |                      |
| 2012 | 《5백만불의 사나이》      | 남미리      |                      |
| 2012 | 《바람과 함께 사라지다》  | 백수련      |                      |
| 2015 | 《스물》                  | 진주        |                      |
| 2019 | 《자전차왕 엄복동》       | 경자        |                      |

### 드라마
| 연도 | 제목                  | 역할      | 비고     |
| ---- | --------------------- | --------- | -------- |
| 1987 | 《사랑과 야망》       | 딸 민효린 |          |
| 2009 | 《트리플》            | 이하루    | 16부작   |
| 2010 | 《닥터 챔프》         | 간호사    | 특별출연 |
| 2011 | 《로맨스 타운》       | 정다겸    | 20부작   |
| 2015 | 《칠전팔기 구해라》   | 구해라    | 12부작   |
| 2017 | 《개인주의자 지영씨》 | 나지영    | 2부작    |

## 기타 활동

### 텔레비전
- 2010년 MBC 《여우의 집사》
- 2010~2011년 Mnet 《트렌드리포트 필 시즌6》
- 2011년 5월 5일 KBS 2TV 《해피투게더 3》 (로맨스 타운의 출연진인 성유리, 정겨운, 김민준, 손병호와 함께 출연)
- 2012년~2015년 KBS 2TV 《해피투게더 3》
- 2013년 SBS 《런닝맨》
- 2016년 KBS 2TV 《언니들의 슬램덩크》

### 뮤직 비디오
| 연도 | 가수          | 제목                          | 비고 |
| ---- | ------------- | ----------------------------- | ---- |
| 2006 | 박기영        | 그대 때문에                   |      |
| 2007 | 에반          | 남자도… 어쩔 수 없다          |      |
| 2007 | FT아일랜드    | 남자의 첫사랑은 무덤까지 간다 |      |
| 2007 | FT아일랜드    | 한사람만                      |      |
| 2008 | 마이티 마우스 | 에너지                        |      |
| 2010 | 조성모        | 점점 더                       |      |
| 2011 | 송지은        | 미친거니                      |      |
| 2014 | 태양          | 새벽한시                      |      |
| 2014 | 준호          | FEEL                          |      |

### 홍보대사
- 2007년 한국애견협회 애견 홍보대사
- 2010년 2010 코리아 드라마 페스티벌 홍보대사
- 2010년 제4회 공주 신상옥 청년영화제 홍보대사
- 2011년 평창 FIS 스키점프 대륙컵 대회 홍보대사
- 2013년 희망서울 홍보대사
- 2014년 제2회 무주산골영화제 홍보대사

## 가수 활동
2007년 5월 가수로 데뷔하여 싱글 앨범을 발매했으며, Rinz라는 이름으로 활동했다. 대표곡으로는 Stars와 기다려 늑대가 있으며 특히 Stars는 나카시마 미카의 원곡으로도 유명하다. 2가지의 앨범 형태로 발매됐으며 각기 다른 분위기를 가진 'Stars 버전'과 '기다려 늑대 버전'이 있어 사용자들의 취향에 따라 구입할 수 있다.
2008년 3월 14일 발매된 디지털 싱글 'Touch me'는 CYON 뷰티폰 광고의 프로젝트 프로모션의 일환으로 LG전자 측의 제안에 의해 제작됐다.

## 수상 및 후보
| 연도 | 시상식                        | 부문                   | 작품              | 결과 |
| ---- | ----------------------------- | ---------------------- | ----------------- | ---- |
| 2007 | 제9회 엠넷 아시안 뮤직 어워즈 | 신인솔로상             | Stars             | 후보 |
| 2009 | MBC 연기대상                  | 여자 신인상            | 트리플            | 후보 |
| 2011 | 제19회 대한민국문화연예대상   | 영화부문 신인상        | 써니              | 수상 |
| 2011 | KBS 연기대상                  | 여자 조연상            | 로맨스 타운       | 후보 |
| 2012 | 제16회 부천국제판타스틱영화제 | 판타지아 어워드        | 빈칸              | 수상 |
| 2012 | 제49회 대종상영화제 개막식    | 포토상                 | 빈칸              | 수상 |
| 2016 | KBS 연예대상                  | 버라이어티 부문 신인상 | 언니들의 슬램덩크 | 수상 |
| 2017 | 제2회 아시아 아티스트 어워즈  | 배우부문 초이스상      | 개인주의자 지영씨 | 수상 |
| 2017 | KBS 연기대상                  | 여자 연작/단막극상     | 개인주의자 지영씨 | 후보 |

## 가족관계
- 시숙 동현배
- 배우자: 동영배 (1988년 5월 18일~)
  - 자녀: 아들 (2021년 12월 6일~)